# 13 Егерија
13 Егерија (лат. 13 Egeria) је астероид главног астероидног појаса са пречником од приближно 207,64 km.
Афел астероида је на удаљености од 2,796 астрономских јединица (АЈ) од Сунца, а перихел на 2,354 АЈ.
Ексцентрицитет орбите износи 0,085, инклинација (нагиб) орбите у односу на раван еклиптике 16,544 степени, а орбитални период износи 1509,766 дана (4,133 године).
Апсолутна магнитуда астероида је 6,74 а геометријски албедо 0,082.
Астероид је откривен 2. новембра 1850. године.